# 엘리자베스 홀러웨이 마스턴
엘리자베스 홀러웨이 마스턴(영어: Elizabeth Holloway Marston, 1893년 2월 20일 ~ 1993년 3월 27일)은 미국의 심리학자, 여성주의자이다. 남편 윌리엄 몰턴 마스턴과 함께 DC 코믹스의 캐릭터 원더우먼을 창조하였다. 또 마스턴이 혈압 측정 거짓말 탐지기를 개발하는 데에도 많은 도움을 주었다.